# Pouteria pariry
Pouteria pariry (nome comum: pariri) é um espécie de planta na família Sapotaceae. É encontrada na América do Sul.